# Eocyclotosaurus
Eocyclotosaurus là một chi động vật lưỡng cư temnospondyli tuyệt chủng. nó dài hơn 1 mét và có một hộp sọ dài 22 cm.

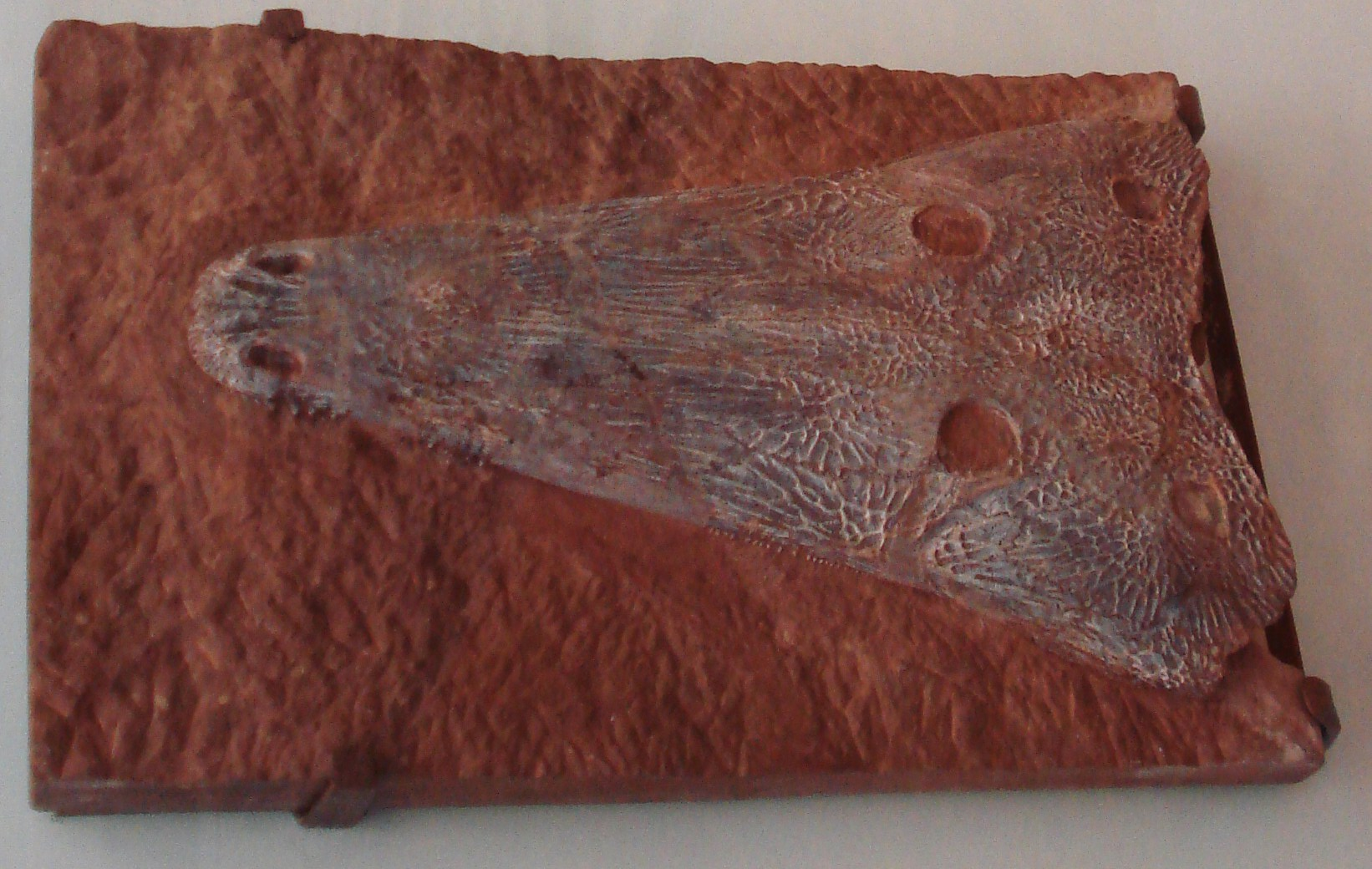
Eocyclotosaurus voschmidti